# Batalla de Yenangyaung
La batalla de Yenangyaung (en chino: 仁安羌大捷; pinyin: Rénānqiāng Dàjié; lit. Gran Victoria en Yenangyaung) es un enfrentamiento librado entre fuerzas anglo-chinas y del Ejército Imperial Japonés en la Birmania británica, durante la campaña de Birmania en la Segunda Guerra Mundial. La batalla de Yenaungyaung se libró en las cercanías de Yenangyaung y sus yacimientos petrolíferos.

## Antecedentes
Después de que los japoneses capturaran Rangún en marzo de 1942, los Aliados se reagruparon en el centro de Birmania. Los recién formados Cuerpos Birmanos, comandado por el teniente general William Slim y formado por tropas británicas, indias y birmanas reclutadas localmente, intentó defender el valle del río Irawadi, mientras que la Fuerza Expedicionaria China (en Birmania) defendió el valle del río Sittang hacia el este. Después de que los japoneses capturaran Singapur y las Indias Orientales Neerlandesas, pudieron usar divisiones liberadas por estos éxitos y camiones capturados para reforzar su ejército en Birmania y lanzar ataques en el centro de Birmania.
Uno de los objetivos japoneses en el valle del río Irawadi eran los campos petrolíferos de Yenangyaung. La batalla por los campos petroleros comenzó el 10 de abril y continuó durante una semana. Los japoneses atacaron a la 1.ª División Birmana en la derecha aliada y a la 48.ª Brigada de Infantería India en Kokkogwa por la noche en una tormenta y fueron rechazados con numerosas bajas. Al día siguiente, el 2.º Regimiento Real de Tanques estaba en acción cerca de Magwe en Thadodan y Alebo. Del 13 al 17 de abril, los británicos retrocedieron ante los ataques de los japoneses. En varias ocasiones, los bloqueos de carreteras japoneses dividieron la Fuerza Fronteriza de Birmania (una fuerza de seguridad interna que actuaba como infantería), la 1.ª División Birmana, el cuartel general de la 7.ª Brigada Blindada británica y el 2.º RRT en tres fuerzas.
El 15 de abril, el teniente general Slim ordenó la destrucción de los campos petroleros y la refinería. La situación se volvió tan crítica que el general Harold Alexander, al mando del ejército de Birmania, le pidió al teniente general Joseph Stilwell, el comandante estadounidense del Teatro China-Birmania-India y al jefe de Estado Mayor a Chiang Kai-shek, que trasladara la 38.ª División china inmediatamente al área de Yenaungyaung.

## La batalla
El 16 de abril, casi 7.000 soldados británicos y 500 prisioneros y civiles fueron rodeados por un número igual de soldados japoneses de la 33.ª División del Ejército Imperial Japonés en Yenangyaung y su yacimiento petrolífero.
La 33.ª División pudo avanzar entre la 17.ª División de Slim en Taungdwingyi y la 1.ª División Birmana al sur de Yenangyaung. Por temor a que sus BurCorps quedaran atrapados, Slim pidió ayuda a la 38.ª División china de Li-jen Sun.
El general Sun solicitó llevar a toda su división al rescate de la 1.ª División Birmana, pero el general Lo Cho-ying, comandante de la Fuerza Expedicionaria China en Birmania, se negó. El 17 de abril, el general Sun, en cambio, dirigió su 113.º Regimiento con solo 1.121 hombres, de los cuales solo 800 eran personal de combate, en la misión. Debido a que los chinos no tenían artillería ni tanques, el teniente general Slim asignó la 7.ª Brigada Blindada, comandada por el brigadier John Anstice, al general Sun. La brigada constaba de dos regimientos (batallones) de tanques ligeros M3 Stuart y una batería de cañones de 25 libras.
Durante los siguientes tres días, los chinos atacaron hacia el sur. Las temperaturas alcanzaron los 46 °C y una nube de humo de los pozos de petróleo y refinerías demolidos se cernía sobre el campo de batalla.

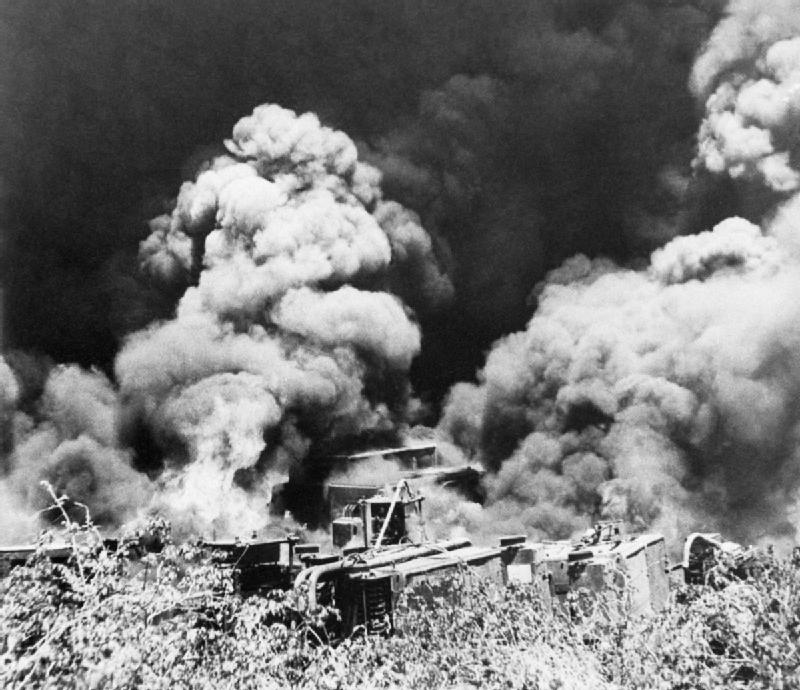
Incendios en Yenanguang que emanan de equipos e instalaciones destruidos.

Mientras tanto, la 1.ª División Birmana se abrió camino hacia y cruzó el río Pin Chaung, donde se reunió con la columna de socorro el 19 de abril. Al día siguiente, la fuerza china atacó al sur hacia Yenaungyaung y Pin Chaung. El ataque provocó que los japoneses sufrieran numerosas bajas, pero las fuerzas aliadas eran demasiado débiles para mantener los campos petrolíferos y tuvieron que retirarse hacia el norte.

## Consecuencias
Para los británicos, según Allen, "privados de un puerto de suministro en Rangún, y luego de su fuente de combustible en Yenangyaung, la pregunta ya no era si retirarse, sino hacia dónde".